# Mina Karadžić

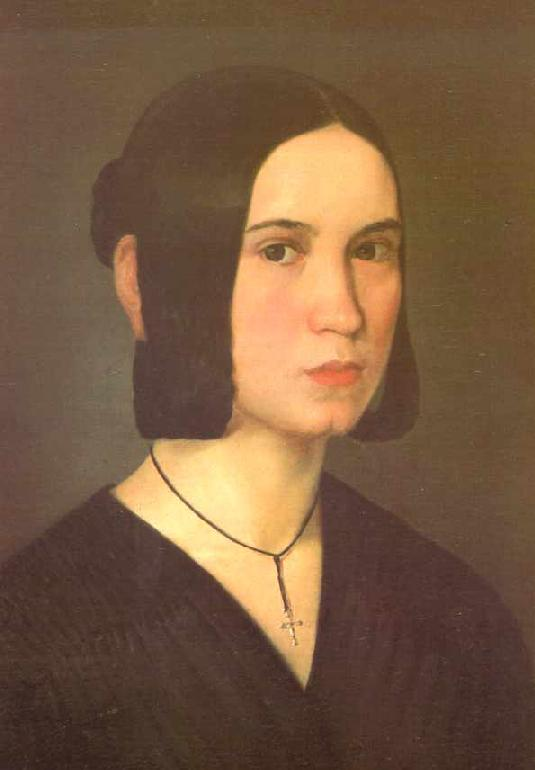
Mina Karadžić, Selbstporträt, unbekanntes Datum

Wilhelmina (Mina) Karadžić-Vukomanović (serbisch-kyrillisch Вилхелмина "Мина" Караџић-Вукомановић; * 12. Juli 1828 in Wien; † 12. Juni 1894 ebenda) war eine serbisch-stämmige Malerin und Autorin im Kaisertum Österreich bzw. Österreich-Ungarn. Sie war die Tochter des Sprachwissenschaftlers Vuk Karadžić und der Wienerin Anna Maria Kraus. Mina Karadžić ist neben Katarina Ivanović und Poleksija Todorović eine von drei überlieferten Malerinnen in Serbien im 19. Jahrhundert.

## Leben
Karadžić war eines von dreizehn Kindern von Vuk und Anna Karadžić, von denen mit Ausnahme von Mina und ihrem Bruder Dimitrije aber alle im Kindes- oder Jugendalter starben.
Im Hause Karadžić in Wien verkehrten viele berühmte Persönlichkeiten der serbischen Kultur jener Zeit: Branko Radičević, Đuro Daničić, Mateja Nenadović, Petar Petrović-Njegoš, Prinz Mihailo Obrenović, Stevan Knićanin, die Maler Uroš Knežević, Steva Todorović, Dimitrije Tirol, Patriarch Josif Rajačić, Prinz Danilo II. Petrović-Njegoš sowie andere Persönlichkeiten wie Jacob Grimm oder Leopold von Ranke.
Im Jahr 1843, als sie 15 Jahre alt war, lernte sie im Haus ihres Vaters den Dichter Branko Radičević kennen. Momčilo Vuković-Birčanin, der Sekretär von König Peter II. Karađorđević, der sich in München im Exil befand, schrieb einen Essay mit dem Titel Nesretna ljubav Branka i Mine (Die heimliche Liebe von Branko und Mina), in dem er schrieb: „Branko machte einen guten Eindruck auf Mina, las ihr Gedichte vor, trug ihr Byron und Schiller vor. Sie spielte ihm Chopin auf dem Klavier vor. Es entstand eine tiefe Freundschaft, anders als die jugendlichen Flirts der Studentenjugend bei Tänzen und Partys oder in Wiener Cafés zu Walzerklängen“. Branko Radičević verliebte sich in Mina Karadžić, die ihm als Muse diente; er widmete ihr eines seiner berühmtesten Gedichte, das mit den Worten beginnt: Pevam danju, pevam noću („Ich singe den Tag, ich singe die Nacht…“). Karadžić ihrerseits schrieb später Sećanja na Branka (Erinnerungen an Branko), die von einer außergewöhnlichen Nähe und Freundschaft zeugen, und sie malte mehrere Porträts des Dichters.
Neben Deutsch lernte Karadžić früh Französisch, dann Italienisch, mit 15 Jahren begann sie Serbisch zu lernen und mit 19 Englisch. Gustav Grossmann unterrichtete sie in Musik. Jernej Kopitar sorgte für ihre Bildung, indem er sie mit Büchern deutscher, französischer und englischer Schriftsteller versorgte. Sie lernte zunächst Zeichnen bei dem Kaplan Josef Pfeiffer, und Mitte der 1850er Jahre setzte sie ihre Ausbildung im Atelier von Friedrich Schilcher fort. Sie assistierte ihrem Vater als Sekretärin und begleitete ihn auf seinen Reisen, was ihr den Besuch von Kunstgalerien in Venedig (1847), Berlin (1849 und 1854) und Dresden (1854) ermöglichte. Sie wollte in St. Petersburg studieren, bekam aber kein Stipendium.
Im Alter von dreißig Jahren wurde sie in Ivan Kukuljević-Sakcinskis „Leben südslavischer Künstler“ und bald darauf in Constantin von Wurzbachs Biographisches Lexikon des Kaiserthums Oesterreich aufgenommen; zu Beginn des 20. Jahrhunderts ist sie in Andra Gavrilovićs „Liste der 216 berühmten Serben des 19. Jahrhundert“ verzeichnet.
Im Mai 1858 kam Mina mit ihren Eltern mit dem Schiff von Wien nach Zemun. In Belgrad konvertierte sie zum orthodoxen Glauben und erhielt den Namen Milica. Sie heiratete einen Cousin der Fürstin Ljubica Obrenović, Aleksa Vukomanović (1826–1859), einen Professor für Literatur an einem der Vorläufer der späteren Universität Belgrad. Die Hochzeit wurde in der Kathedrale St. Michael am 30. Mai 1858 gefeiert. Aleksa starb bereits Ende 1859, nach eineinhalb Jahren Ehe. Das Paar hatte einen Sohn, Janko, der als Offizier im russischen Kadettenkorps aufwuchs. Mina und Janko verließen Belgrad Ende September 1860 in Richtung Wien. Minas Vater Vuk starb 1864 und sie kümmerte sich um ihre schwerkranke Mutter Anna bis zu deren Tod am 11. August 1876. Im selben Jahr kehrte ihr Sohn Janko nach Serbien zurück, um als Freiwilliger am serbisch-ormanischen Krieg teilzunehmen, und kehrte dann nach Russland zurück, wo er 1878 starb. Zu diesen Ereignissen kam der Tod ihres Bruders Dimitrije Karadžić (1836–1883) in St. Petersburg hinzu.
Mina Karadžić Vukomanović starb 1894 in Wien an Urämie. Auf Staatskosten wurde sie nach Belgrad überführt und im Grab ihres Mannes Aleksa auf dem Tašmajdan-Friedhof beigesetzt; 1905 wurden ihre sterblichen Überreste und die ihres Sohnes nach Savinac bei Gornji Milanovac überführt, wo sie in der Kirche des Heiligen Sava beigesetzt wurden, in der das Mausoleum der Familie Vukomanović steht.
In ihrem Testament vermachte Mina Karadžić dem Königreich Serbien eine ganze Reihe von Gegenständen, Dokumenten und Büchern, die mit ihrem Vater in Verbindung stehen; sie werden heute im Museum von Vuk und Dositej in Belgrad aufbewahrt, einer dem Nationalmuseum unterstehenden Einrichtung.
In Wien wurde 2021 an ihrem Wohnhaus in der Rasumofskygasse 22 eine Gedenktafel angebracht.

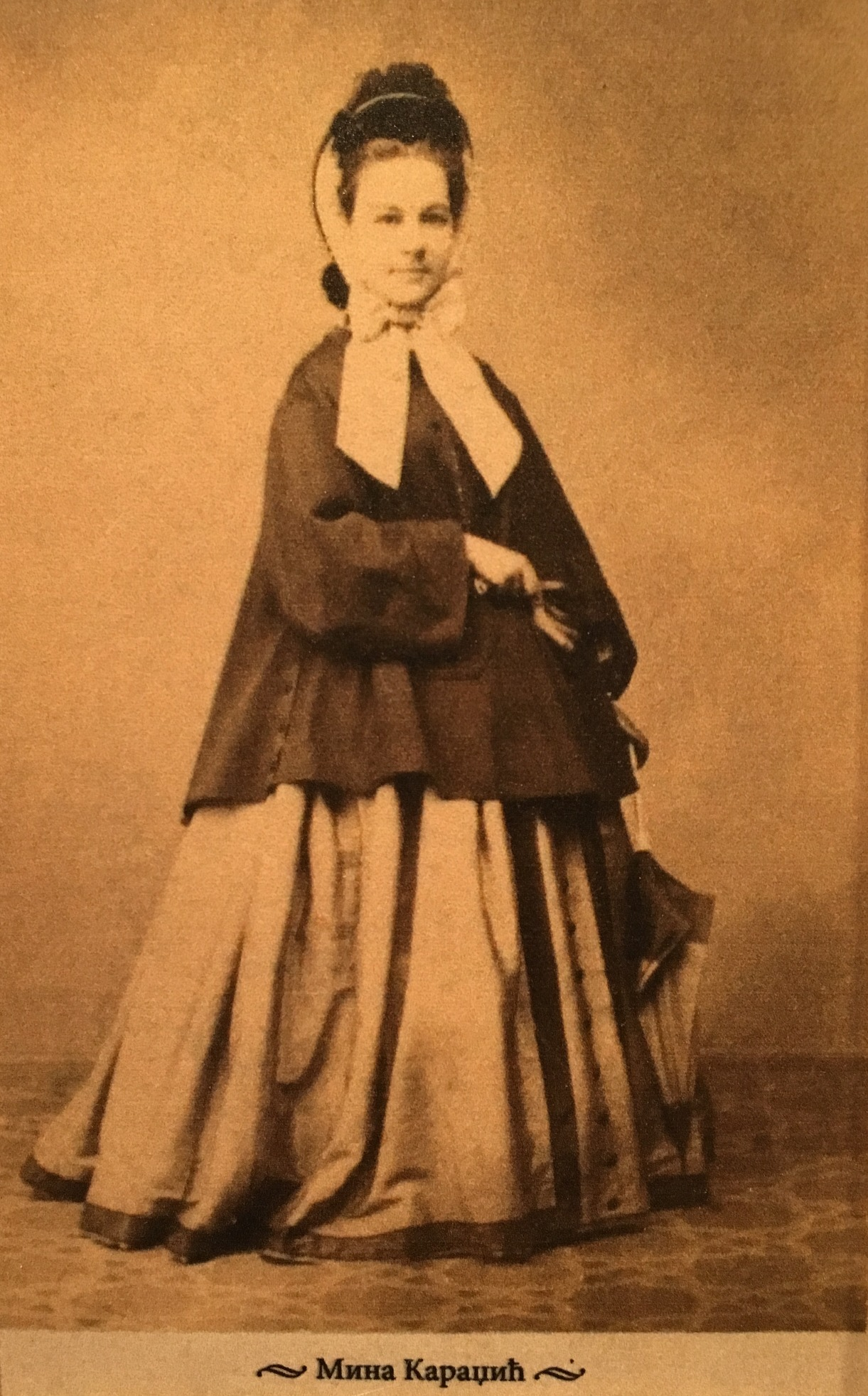
Mina Karadžić, Fotografie, unbekanntes Datum
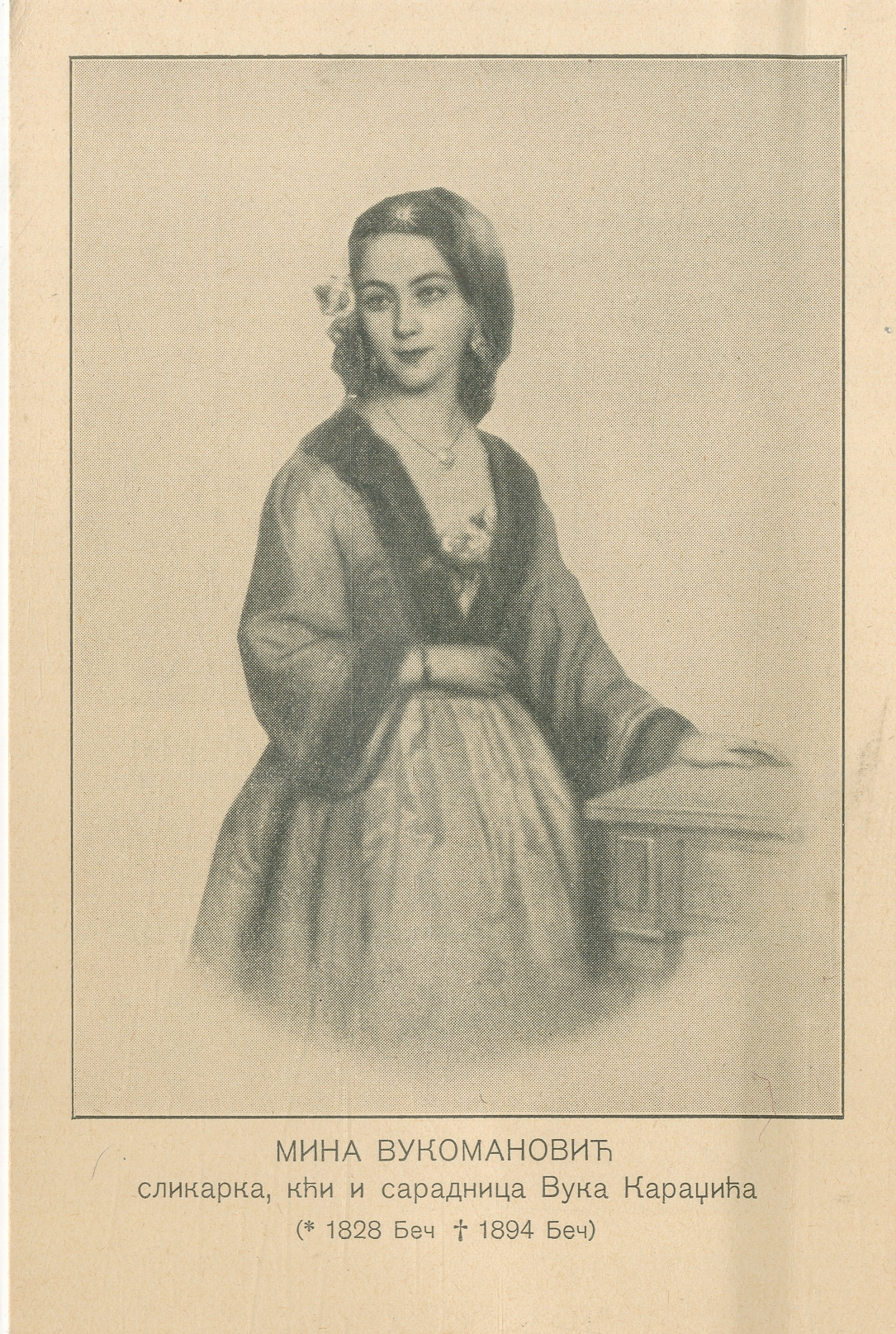
Mina Karadžić, unbekannter Künstler, Bibliothek der Universität Belgrad
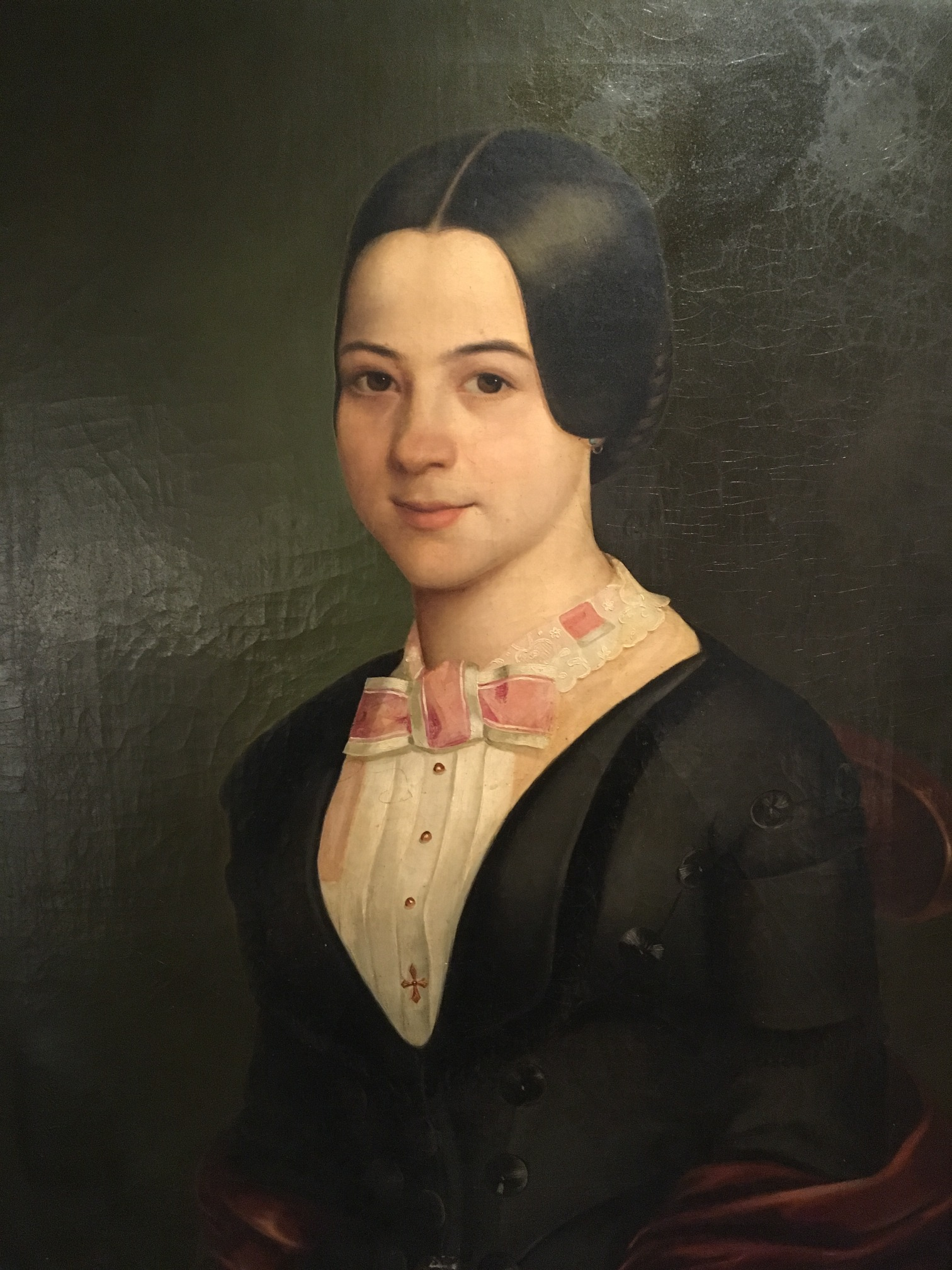
Mina Karadžić, Jovan Isailović junior, Serbisches Nationalmuseum
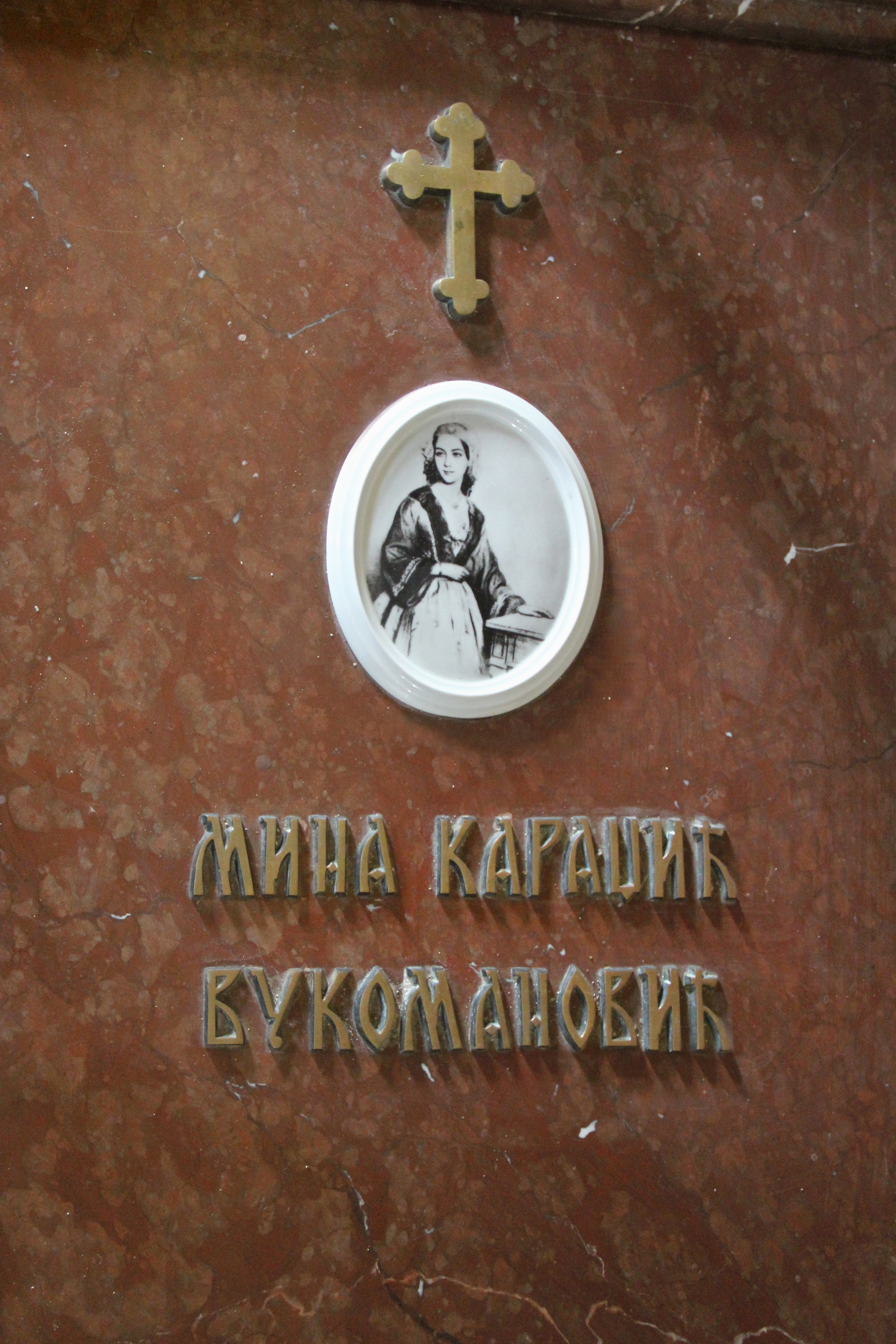
Grab von Mina Karadžić Vukomanović in der Kirche St. Sava in Savinac

## Künstlerische Arbeiten

### Gemälde

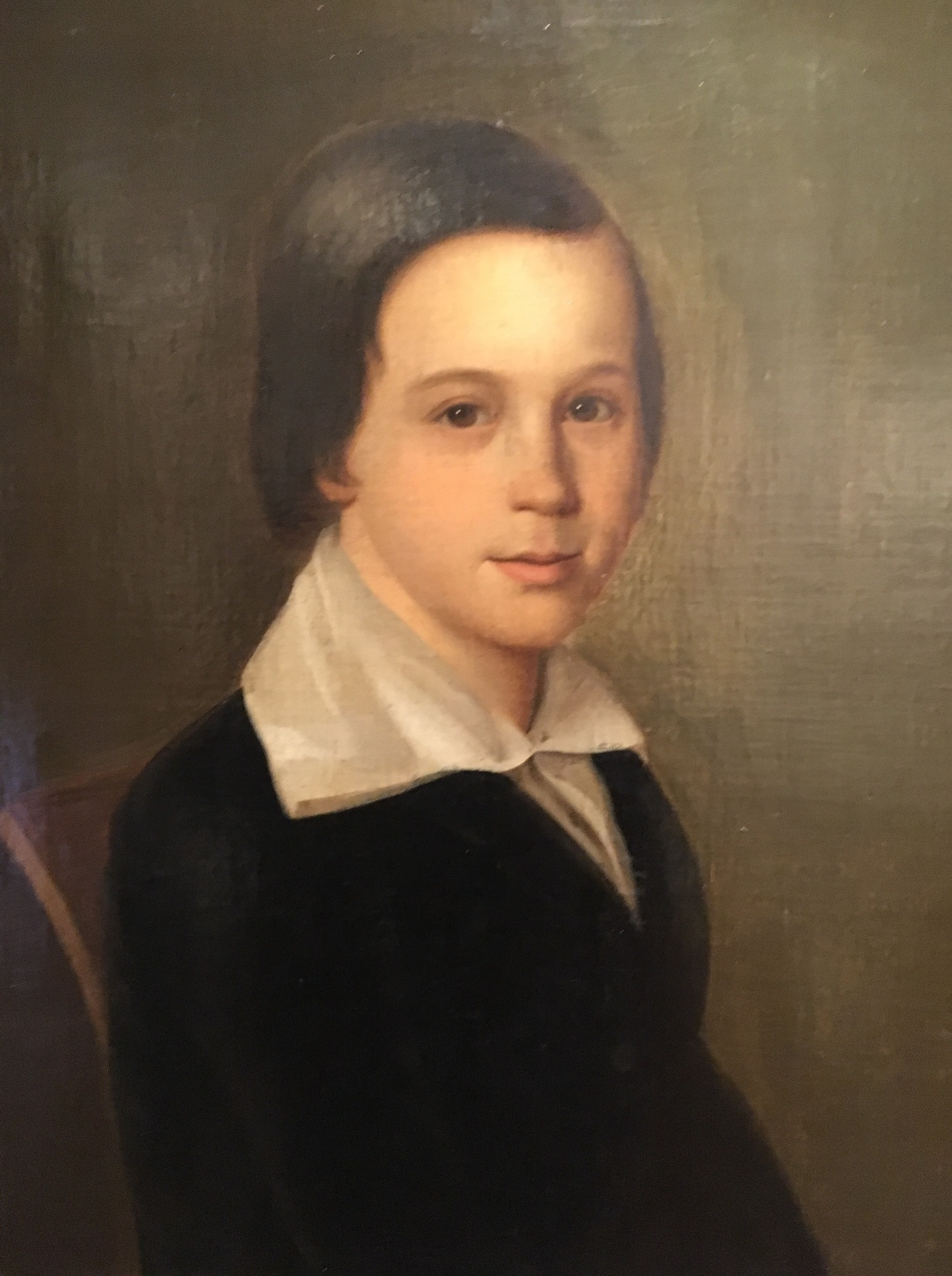
Porträt von Karadžićs Bruder Dimitrije, Öl auf Leinwand, Nationalmuseum Belgrad
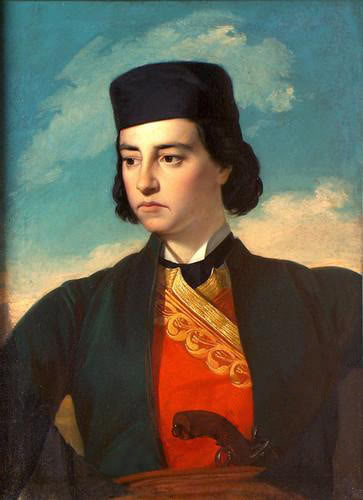
Jeune Monténégrin, Öl auf Leinwand, 69,5 × 49,5 cm, 1851, Nationalmuseum Belgrad
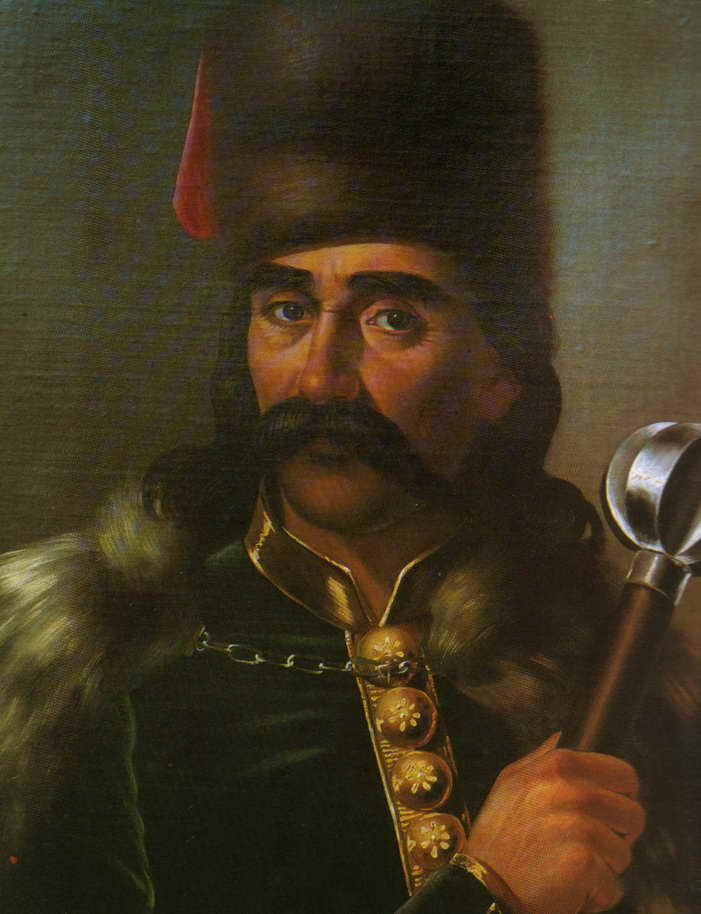
Marko Kraljević mit Streitkolben, Öl, Nationalmuseum Belgrad

Man geht davon aus, dass Karadžić  ungefähr 50 Bilder schuf, von denen im Nationalmuseum in Belgrad ungefähr 20 erhalten sind, hauptsächlich Ölporträts, Aquarelle und Kreidezeichnungen. Sie hat ihre Werke weder signiert noch datiert. Sie malte die Menschen, denen sie täglich in ihrem Haus begegnete, Verwandte, Berühmtheiten, Freunde, Kinder und Gäste, aber auch historische Figuren oder sie kopierte religiöse Motive.
Stilistisch gehört ihr Werk in den frühen Werken zum romantischen oder biedermeierlichen Klassizismus. Beispiel dafür sind das akademisch komponierte Selbstbildnis und das Porträt ihres Bruders Dimitrije. In den späteren Gemälden bekommen dann Farben auf Kosten der Zeichnung mehr Raum. Der romantische Zug zeigt sich vor allem in Karadžićs Aufmerksamkeit für die Physiognomien der Bosnier und Montenegriner, die sie in ihren Gemälden darstellte. Ein Beispiel dafür ist das Porträt von Marko Kraljević mit einem Streitkolben.